# Wilhelm von Ramming

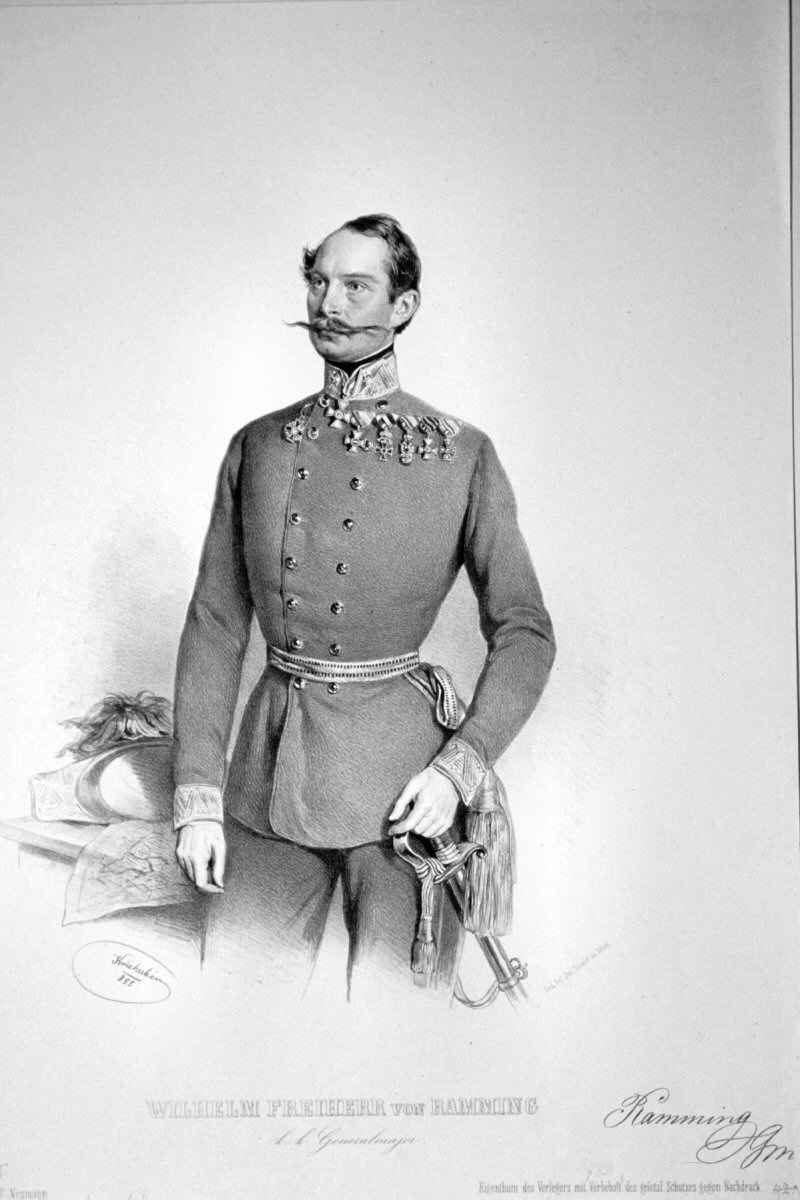
Wilhelm von Ramming; Lithographie von Joseph Kriehuber, 1855

Wilhelm Ramming

Wilhelm Freiherr von Ramming von Riedkirchen (* 30. Juni 1815 in Nemoschitz, Böhmen; † 1. Juli 1876 in Karlsbad) war ein österreichischer General.

## Leben
Sein Vater Wilhelm Ramming (geboren 1770 zu Lastau in Sachsen) war 1822 mit dem Prädikat von Riedkirchen in den Adelsstand erhoben worden. Nach dem Besuch der Wiener-Neustadter Militärakademie am 27. Oktober 1827 wurde Wilhelm Ramming im Oktober 1834 als Unterleutnant im Kürassier-Regiment Nr. 7 Graf von Hardegg ernannt, bei dem er die nächsten fünf Jahre diente. Am 30. November 1839 wurde er Oberleutnant im Stab des General-Quartiermeisters. Seine Beförderung zum Hauptmann folgte am 20. Juni 1845. Unter FML Haynau nahm er am Angriff auf Brescia und an der Belagerung von Fort Malghera sowie an den Kämpfen gegen die Aufständischen bei Pieve di Cadore teil. Am 4. Juni 1849 wurde er zum Oberstleutnant ernannt. Für die erfolgreiche Abwehr des Gegners bei Monte Mauria am 3. Juni und die Besetzung von Piave di Cadore am 5. Juni 1849 erhielt er den Orden der Eisernen Krone 3. Klasse. Von Mai bis August 1849 nahm er als Generalstabschef des FZM Haynau in Ungarn an den Kämpfen bei Szered, Raab, Komorn und Szegedin teil. Für die Organisation der Siege in der Schlacht von Szőreg (5. August) und Temesvár (9. August) erhielt er das Ritterkreuz des Leopoldsordens. Für seine Dienste als Generalstabschef des Heeres während des Sommer-Kampagne in Ungarn wurde er am 10. Oktober 1849 zum Oberst befördert und bei der 157. Promotion am 26. März 1850 mit dem Ritterkreuz des Maria-Theresien-Ordens ausgezeichnet. Sein nach dem Krieg herausgebrachtes Werk Der Feldzug in Ungarn und Siebenbürgen im Januar 1849 (Pest 1850) erregte in der Kriegshistorie allgemeines Interesse.
Am 4. Juni 1851 in den Freiherrnstand erhoben, blieb er nach dem Frieden Chef des Generalstabes bei der 3. Armee in Ungarn. Am 17. Mai 1854 folgte seine Beförderung zum Generalmajor. Nachdem er mehrere Jahre Generalstabschef verschiedener Armeekorps gewesen war, erhielt er 1857 eine Brigade beim III. Armeekorps und wurde am 28. Juni 1859 zum Feldmarschallleutnant ernannt.
Mit seiner Brigade nahm er 1859 am Sardinischen Krieg und an der unglücklichen Schlacht von Magenta teil. Hierauf wurde er mit Generalsrang dem Generalstabschef Heinrich von Heß als Vorstand der Operationskanzlei zugewiesen und ließ als „Manuskript“ in Zürich einen „Beitrag zur Schlacht bei Solferino“ drucken.
Nach Abschluss des Vorfriedens von Villafranca 1859 erhielt er mit Feldmarschallleutnantsrang die Leitung der operativen Dienstgeschäfte im Generalquartiermeisterstab. 1864 wurde ihm das Kommando über das VI. Armeekorps übertragen, das er auch im Krieg mit Preußen 1866 kommandierte. Am 27. Juni in der Schlacht bei Nachod von der Armee des Kronprinzen von Preußen zurückgeschlagen, bildete sein Korps bei Skalitz und Königgrätz die Reserve.
Nach dem Krieg fungierte er nacheinander als Kommandierender General in Prag, Hermannstadt und Brünn. 1868 wurde er ehrenhalber noch zum Feldzeugmeister ernannt. Danach lebte er ab 1873 als lebenslanges Mitglied des Herrenhauses und Hauptmann der Arcièren-Leibgarde zu Wien und starb am 1. Juli 1876 in Karlsbad.

## Werke
- Wilhelm von Ramming (anonym): Ein österreichischer Commentar zu der russischen Darstellung des ungarischen Revolutionskrieges. Zugleich ein Supplement zu dem Werke: "Der Feldzug in Ungarn und Siebenbürgen". Pesth: Geibel, 1851.